# Макаровка (Новосибирская область)
Макаровка — деревня в Кыштовском районе Новосибирской области. Входит в состав Верх-Таркского сельсовета.

## География
Площадь деревни — 34 гектара.

## Население
| 2002 | 2007 | 2010 |
| ---- | ---- | ---- |
| 106  | ↘82  | ↘62  |

## Инфраструктура
В деревне по данным на 2007 год отсутствует социальная инфраструктура.